# Barcelona Traction
La empresa Barcelona Traction, Light and Power Company, Limited fue fundada por el ingeniero estadounidense Frederick Stark Pearson (1861-1915), el 12 de septiembre de 1911, en Toronto (Canadá). A causa de su origen canadiense, esta empresa fue conocida popularmente como La Canadiense o La Canadenca, en catalán. El 14 de diciembre de ese mismo año, esta empresa creó en Barcelona la sociedad Riegos y Fuerzas del Ebro, nombre con el que operaría en España.

## Historia
El objetivo de Barcelona Traction, Light and Power Company, Limited era la producción eléctrica y su distribución, sobre todo en el área metropolitana de Barcelona, por su utilización en el alumbrado público, suministro doméstico y las aplicaciones típicas de la fuerza motriz aplicada principalmente al funcionamiento del tranvía y a la red de ferrocarriles metropolitanos. 
Para llevar a término esta finalidad el primer movimiento empresarial fue la adquisición de la sociedad Tramvies de Barcelona y de la Companyia Barcelonesa de Electricitat.
Una vez conseguido el mercado y con tal de obtener la energía eléctrica que necesitaba para suministrar a sus empresas, la empresa inició un ambicioso proyecto de aprovechamiento hidroeléctrico en la zona del Pre-pirineo. Dentro de este proyecto se encuentra el Canal Industrial de Seròs, que se acabaría completando con la construcción de dos grandes presas (Camarasa y Sant Antoni), que aparte de producir también energía, le garantizaban un caudal más o menos constante a lo largo del año. Con estas infraestructuras finalizadas se construyó el primer sistema integrado de embalses y centrales construido en España. De hecho, en 1914 esta empresa era la 70.ª empresa productora mundial y la 1ª en Europa.
Su estrategia fue diferente de la de su competidor de la época, la empresa Energía Eléctrica de Cataluña, ya que la forma de producción de esta consistía en la construcción de grandes saltos en la zona del Pirineo y al contrario de Barcelona Traction no invirtió en empresas consumidoras.
En 1923 la empresa Barcelona Traction adquirió la empresa Energía Eléctrica de Cataluña, acabando con la empresa competidora más importante y obteniendo un gran monopolio. El financiero Alfred Loewnstein fue el miembro belga del sindicato financiero que promovió la Barcelona Traction, perteneciendo al consejo de administración entre 1918 y 1925.

## Proceso de expansión
Una de las actividades de la empresa fue adquirir otras, entre las más destacadas cabe mencionar:
- Tranvías de Barcelona (1912)
- Ferrocarriles de Barcelona (1911-1913)
- Compañía Barcelonesa de Electricidad (1912)
- Saltos del Segre (1912)
- Energía Eléctrica de Cataluña (1923)
- Sociedad Española Hidráulica del Freser (1923)
- Compañía General de Electricidad SA
- Electricista Catalana SA
- Saltos del Ebro SA (1930)
- Hidroeléctrica del Segre (1933)
- Saltos de Cataluña SA (1935)
- Sociedad Productora de Fuerzas Motrices (1941)

## Obras realizadas en Cataluña
Realizó las obras más importantes hechas hasta entonces en Cataluña y en el resto de Europa. Utilizaban tecnologías avanzadas que cambiaron la estructura energética de Cataluña.
La mayor parte de las infraestructuras continúan funcionando casi 100 años después de su construcción. Las más importantes son las siguientes:
- Embalse de Sant Antoni
- Embalse de Camarasa
- Canal de Serós

## La huelga de 1919

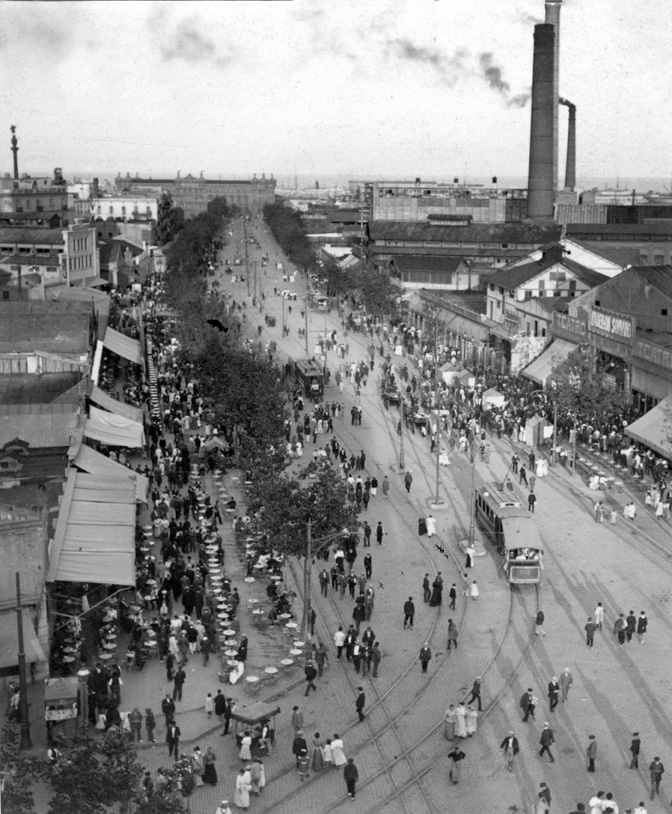
Avenida Parallel Barcelona 1913 mirando al este mostrando las chimeneas de la central eléctrica

La compañía también es conocida históricamente por la famosa huelga que se originó entre febrero y marzo de 1919, y que constituyó un gran avance en el movimiento obrero catalán.
El conflicto comenzó a finales de enero de 1919 cuando la empresa 'Riegos y Fuerza del Ebro S.A., empresa asociada a Barcelona Traction Light and Power, introdujo cambios en las condiciones de trabajo del personal de facturación, esto produjo una disminución salarial. Los trabajadores pidieron asesoramiento y soporte al Sindicato de Agua, Gas y Electricidad de la CNT, la dirección de la empresa respondió con el despido de ocho de los trabajadores afectados. El 5 de febrero el resto del personal de facturación se declaró en huelga, en solidaridad de sus compañeros.
La nueva respuesta de la dirección de la empresa fue el despido de 140 trabajadores de la sección de facturación, que fueron sustituidos por personal de otras secciones.
Los trabajadores del departamento de Producción y Distribución se unieron a la huelga y el día 8 de febrero la huelga era casi total en la Riegos. El 10 de febrero la dirección de la Canadenca dio un ultimátum a los trabajadores en huelga. La tensión aumentó todavía más al ser asesinado un cobrador de la compañía. El día 21 de febrero el Sindicato Único de Agua, Gas y Electricidad de la CNT declaró la huelga a todo el sector y a las empresas asociadas a La Canadenca (Catalana de Gas, Ferrocarril de Sarriá en Barcelona y Sociedad General de Aguas).
Poco después se unieron los trabajadores de estas empresas, esto provocó que Barcelona y sus alrededores quedaran paralizados. El 1 de marzo las compañías de agua, gas y electricidad declararon que los trabajadores que no se presentasen a trabajar antes del día 6 serían despedidos. 
Debido a esto el Sindicato Único de Artes Gráficas implantó la censura roja, sobre las noticias periodísticas contrarias a los intereses de los trabajadores en huelga. El día 9 el gobernador militar de Cataluña, Joaquín Milans del Bosch, declaró estado de guerra, y más de tres mil obreros fueron detenidos y encerrados en el Castillo de Montjuic. Tras esto también se declararon en huelga como protesta a los obreros de la industria textil y se produjo una huelga general en toda Barcelona. El gobierno envió a Barcelona al subsecretario de la Presidencia por pactar con el comité de la huelga:
- La apertura de todos los sindicatos cerrados.
- La libertad de los trabajadores encarcelados.
- El establecimiento de la jornada de trabajo de 8 horas.

Los días 15 y 16 de marzo en presencia del emisario del gobierno, José Morote, se reunieron los representantes de La Canadenca y del comité de la huelga, y el 17 se llegó a un acuerdo:
- Libertad para los trabajadores encarcelados.
- Readmisión de los trabajadores en huelga sin represalias.
- El pago de la mitad de los días que había durado la huelga.
- Se establecería la jornada de 8 horas.
- Tras el acuerdo definitivo se levantaría el estado de guerra.

Para suscribir el acuerdo, la CNT convocó el día 19 de marzo una gran asamblea en la Plaza de toros de las Arenas, donde asistieron más de 20.000 trabajadores e intervinieron Simó Piera i Pagès, Josep Díaz, Rafael Gironés, Francisco Miranda y Salvador Seguí, que cerraron el mitin. La asamblea aprobó el acuerdo y dio un tiempo de 72 para que el gobierno liberase a los encarcelados. El 3 de abril un decreto del gobierno español estableció la jornada de trabajo de 8 horas, para todos los oficios.

## Compra por Juan March
La compañía fue adquirida en plena posguerra española, en febrero de 1948, por el financiero mallorquín Juan March quien debido a sus contactos políticos hizo un gran negocio, comprándola por aproximadamente medio millón de libras esterlinas, precio aparentemente muy inferior al valor teórico de la compañía que se calculaba en diez millones de libras. En 1951 fue integrada en FECSA (Fuerzas Eléctricas de Cataluña).

## Enlaces de interés
- El caso de la Barcelona Traction. Revista Abogacía Española.
- Affaire de la Barcelona Traction, Light and Power Company, Limited (en francés)
- ICJ Sumari del Cas Barcelona Traction (en inglés)

- Datos: Q662894